# Place de Rome (Bucarest)
La place de Rome (en roumain : Piața Roma) est une place de Bucarest qui se trouve sur la rue Lipscani dans le vieux centre (Centrul Vechi).
La statue de la Louve capitoline, symbole de la Rome antique, a été érigée sur cette place depuis 2010. Elle était précédemment sur la place Romaine (Piaţa Romană).